# Сады Придонья (посёлок)
Сады Придонья — посёлок в Городищенском районе Волгоградской области Российской Федерации
Входит в состав Паньшинского сельского поселения.

## География
Посёлок находится в 61 км северо-западнее от районного центра — посёлка Городище, на реке Паньшинка. Также к югу от посёлка в 3 км расположен центр Паньшинского сельского поселения — хутор Паньшино. К востоку от посёлка, неподалёку, проходит трасса Качалино-Песковатка.

## Инфраструктура
В поселке есть школа, магазин, ФАП (филиал Городищенской центральной районной больницы), дом культуры, отделение почтовой связи № 403027, аптека, детский сад, детский центр, ресторан, отделение Сбербанка, газопровод. Берег Дона прекрасно подходит для отдыха: охота, рыбалка. Также действует Дом культуры, ипподром и фруктовые сады. Здесь расположена российская компания «Сады Придонья», которая занимается производством и переработкой на промышленной основе фруктов и овощей, производством сокосодержащих напитков.

## История
До 1995 года посёлок назывался (как и предприятие) Паньшинский плодопитомник (совхоз «Первомайский»). В 1995 году посёлок и предприятие были переименованы в Сады Придонья.

## Население
| 2002 |
| ---- |
| 570  |

| 2010 |
| ---- |
| 691  |

## Список улиц
- Улица Березовая
- Улица Вишневая
- Улица Возрождения
- Улица Гагарина
- Улица Донская
- Переулок Заводской
- Переулок Красный
- Улица Молодёжная
- Улица Овражная
- Улица Первомайская
- Переулок Почтовый
- Улица Промышленная
- Улица Садовая
- Переулок Солнечный
- Улица Специалистов
- Переулок Ягодный

## Культура
- Сельский Дом культуры

## Достопримечательности
- Православный храм Святого мученика Иоанна Воина[5]